# Monika Sikora
Monika Jolanta Sikora (ur. 21 kwietnia 1986 w Zabrzu) – polska urzędniczka państwowa, podsekretarz stanu w Ministerstwie Funduszy i Polityki Regionalnej (od 2024).

## Życiorys
Pochodzi z Katowic, gdzie w 2005 r. ukończyła naukę w ZSO nr 1 im. Mikołaja Kopernika. Absolwentka London School of Economics, kształciła się także w Kolegium Europejskim w Brugii i studium polityki zagranicznej Polskiego Instytutu Spraw Międzynarodowych. 
Od 2013 do 2017 zatrudniona w firmie konsultingowej Landmark Public Affairs w Brukseli, następnie do 2018 w dziale prasowym ambasady RP w Londynie. W latach 2019–2023 doradczyni Roberta Biedronia w Parlamencie Europejskim. Od 2022 do 2023 członkini zarządu lewicowego think tanku Instytut Myśli Demokratycznej.
4 stycznia 2024 została powołana na stanowisko podsekretarz stanu w Ministerstwie Funduszy i Polityki Regionalnej z ramienia Nowej Lewicy. 
W 2024 bez powodzenia ubiegała się o mandat do Sejmiku Województwa Śląskiego z list Nowej Lewicy uzyskując 9604 głosy.  W tym samym roku, bezskutecznie kandydowała w wyborach do Parlamentu Europejskiego w okręgu wyborczym 11 z 3 miejsca listy KKW Lewica, otrzymując 4646 głosów. 
Córka Piotra i Jolanty.

## Wyróżnienia i osiągnięcia
W latach 2022–2023 reprezentowała Polskę w ramach transatlantyckiego programu rozwoju liderów Marshall Memorial Fellowship organizowanego przez German Marshall Fund of the United States.
W 2022 r. The Parliament Magazine przyznał jej tytuł najlepszej akredytowanej asystentki w Parlamencie Europejskim.